# شهرستان له شنو
شهرستان له شنو (به انگلیسی: Les Chenaux Regional County Municipality) یک منطقهٔ مسکونی در کانادا است که در ناحیه موریسی واقع شده‌است. شهرستان له شنو ۹۳۴٫۴۰ کیلومتر مربع مساحت و ۱۷٬۸۶۵ نفر جمعیت دارد.